# Diócesis de Tenancingo
La diócesis de Tenancingo (en latín: Dioecesis Tenancingana) es una circunscripción eclesiástica de la Iglesia católica en México. Se trata de una diócesis latina, sufragánea de la arquidiócesis de Toluca. Su segundo obispo es Víctor Carabés Chávez de los Misioneros de la Natividad de María nombrado el 3 de abril de 2024 por el papa Francisco.

## Territorio y organización
La diócesis tiene 3025 km² y extiende su jurisdicción sobre los fieles católicos de rito latino residentes en 13 municipios del estado de México: Sultepec, Texcaltitlán, Almoloya de Alquisiras, Zacualpan, Coatepec Harinas, Ixtapan de la Sal, Tonatico, Villa Guerrero, Zumpahuacán, Malinalco, Tenancingo, Joquicingo y Ocuilan.
La sede de la diócesis se encuentra en la ciudad de Tenancingo de Degollado, en donde se halla la Catedral basílica de San Clemente.
En 2020 en la diócesis existían 33 parroquias agrupadas en 4 decanatos.

## Historia

### Diócesis
La diócesis fue erigida el 26 de noviembre de 2009 con la bula Christi Regis del papa Benedicto XVI, obteniendo el territorio de la diócesis de Toluca (hoy arquidiócesis). La bula fue ejecutada el 25 de enero de 2010.
Originalmente sufragánea de la arquidiócesis de México, el 28 de septiembre de 2019 pasó a formar parte de la provincia eclesiástica de la arquidiócesis de Toluca.
El 7 de marzo de 2011 la Congregación para el Culto Divino y la Disciplina de los Sacramentos confirmó a Nuestra Señora de Guadalupe como patrona principal de la diócesis.
El primer obispo fue Raúl Gómez González, quien fue elegido el 26 de noviembre de 2009, ordenado y tomando posesión como tal el 25 de enero de 2010.

## Territorio
Comprende los municipios de Almoloya de Alquisiras, Coatepec Harinas, Tonatico, Ixtapan de la Sal, Joquicingo, Malinalco, Ocuilan, Sultepec, Tenancingo, Texcaltitlán, Villa Guerrero y Zacualpan;

## Estadísticas
Según el Anuario Pontificio 2021 la diócesis tenía a fines de 2020 un total de 448 279 fieles bautizados.
| Año                                                                             | Población            | Población | Población      | Sacerdotes | Sacerdotes    | Sacerdotes    | Bautizados por sacerdote | Diáconos permanentes | Religiosos | Religiosos | Parroquias |
| Año                                                                             | Bautizados católicos | Total     | % de católicos | Total      | Clero secular | Clero regular | Bautizados por sacerdote | Diáconos permanentes | Varones    | Mujeres    | Parroquias |
| ------------------------------------------------------------------------------- | -------------------- | --------- | -------------- | ---------- | ------------- | ------------- | ------------------------ | -------------------- | ---------- | ---------- | ---------- |
| 2009                                                                            | 332 829              | 350 406   | 95.0           | 65         | 47            | 18            | 5120                     |                      | 18         | 86         | 28         |
| 2014                                                                            | 411 826              | 449 722   | 91.6           | 55         | 38            | 17            | 7487                     |                      | 21         | 82         | 32         |
| 2017                                                                            | 404 870              | 446 099   | 90.8           | 65         | 46            | 19            | 6228                     |                      | 20         | 85         | 32         |
| 2020                                                                            | 448 279              | 490 835   | 91.3           | 58         | 44            | 14            | 7729                     |                      | 14         | 82         | 33         |
| Fuente: Catholic-Hierarchy, que a su vez toma los datos del Anuario Pontificio. |                      |           |                |            |               |               |                          |                      |            |            |            |

## Episcopologio
| Foto | Escudo | Nombre del titular           | Período                                     | Fin del cargo (razón)        |
|      |        | Raúl Gómez González          | 26 de noviembre de 2009-19 de marzo de 2022 | Nombrado arzobispo de Toluca |
|      |        | Víctor Carabés Chávez M.N.M. | 3 de abril de 2024                          | En el cargo                  |